# شروتي شارما (ممثلة)
شروتي شارما (بالإنجليزية: Shruti Sharma)‏ هي ممثلة هندية، أشتهرت بمشاركتها في برنامج إينديا نيكست سوبرستار، ثم قامت بدور «داناك باريخ» في مسلسل العدو الحبيب .

## الحياة الشخصية
ولدت في لكنهؤ، أتر برديش.

## المهنة
ظهرت شروتي شارما لأول مرة على التلفزيون في عام 2018 عندما شاركت في برنامج إينديا نيكست سوبرستار حيث احتلت المركز الثاني وحصلت على تنويه خاص.
في عام 2019، ظهرت لأول مرة في كممثلة في فيلم العميل ساي سرينيفاسا أثريا أمام الممثل نافين بوليشيتي. بعد ذلك، لعبت شارما دور «داناك باريخ» في مسلسل العدو الحبيب على قناة كولورز تي في أمام الممثل أبرار قاضي.
في عام 2020، قامت بدور «بالاك فيرما» في مسلسل نازار 2 على قناة ستار بلاس أمام شيزان محمد. بعد ذلك، قامت بدور «شاياري» في مسلسل هذا سحر الجن!.

## الأعمال

### أفلام
| السنة | العمل                 | الدور                   | القناة       |
| ----- | --------------------- | ----------------------- | ------------ |
| 2018  | إينديا نيكست سوبرستار | متسابقة                 | ستار بلاس    |
| 2019  | العدو الحبيب          | داناك باريخ             | كولورز تي في |
| 2020  | نازار 2               | بالاك فيرما             | ستار بلاس    |
| 2020  | هذا سحر الجن!         | شاياري                  | ستار بلاس    |
| 2021  | ملح الحب              | كهاني يوغ براتاب راجبوت | كولورز تي في |

| السنة | الفيلم                     | الدور | اللغة      |
| ----- | -------------------------- | ----- | ---------- |
| 2019  | العميل ساي سرينيفاسا أثريا | سنيها | التيلوغوية |
| 2020  | باجلايت                    | نازيا | الهندية    |

### فيديو موسيقى
| السنة | الأغنية       | المغني | بطولة             |
| ----- | ------------- | ------ | ----------------- |
| 2018  | Main Hua Tera |        | أفيتيش شريفاستافا |

## وصلات خارجية
- شروتي شارما على موقع IMDb (الإنجليزية)
- شروتي شارما على موقع قاعدة بيانات الفيلم (الإنجليزية)